# 稲生の戦い
稲生の戦い（いのうのたたかい）は、弘治2年8月24日（1556年9月27日）に、現在の名古屋市西区で起きた戦いである。
尾張国の有力武将である織田弾正忠家で起きた、織田信長とその弟信行（信勝）との家督争いから起きた戦い。稲生合戦、稲生原合戦とも呼ばれる。稲生は、尾張国春日井郡の庄内川に近い場所にある地名である。

## 合戦以前の情勢と経過
稲生の戦いを起こした信長と信行（信勝）は、織田弾正忠家（以下、織田家）の織田信秀の子であり、実の兄弟であった。尾張下四郡を支配する守護代で清洲織田氏（織田大和守家）の重臣たる清洲三奉行の一人、という位置から頭角を現した信秀は、国内の分裂を制していったことに加え、領土の隣接する三河の松平氏や駿河の今川氏、美濃の斎藤氏らとも争って、一代で尾張国内外に勢力を拡大した。しかし信秀は天文20年（1551年）に急死し、跡を嫡男で那古野城主の信長が継いだ。信長の同父同母弟である信行は、兄とは離れ信秀晩年の居城である末森城に居住していた。
信長は1555年、尾張守護の斯波氏の権威を利用して主筋の清洲織田氏の下四郡守護代織田信友を滅ぼしたのち、尾張守護所であった清洲城に移り、父の残した勢力を着実に拡大していった。しかし信長は平素から素行が悪く、「うつけ者」と呼ばれるほどであったのに加え、天文22年（1553年）には傅役であった平手政秀が自殺（諫死とされる）する事件が起こった。家中の一部からは頭領に相応しくないと目されていた、と伝わる。
こうした風評がある中、三河との国境の要衝の鳴海城を守っていた山口教継が謀反を起こして今川氏に寝返った。また1556年には美濃で政変が起こり、信長の舅であり後ろ盾であった美濃国主斎藤道三が嫡子義龍との戦いで敗死し、さらに尾張上四郡を支配する守護代で嫡流の岩倉織田氏（織田伊勢守家）が義龍と手を結んで敵対するなど、信長の周辺は困難な情勢が続いた。
このような状況下で、信長では織田弾正忠家をまとめられないと考えた宿老の林秀貞とその弟林美作守（通具）、信行老臣の柴田勝家らが結託し、信長を排除して家中でも評価の高い信行に家督を継がせようとした。信行自身も織田家代々の名乗りである弾正忠を自称し、信長の直轄領である篠木などを押領し、砦を構えるなどして、信長に対し反抗の意思を示した。
弟らの不穏な動きは信長の察知するところとなり、8月22日、佐久間盛重に命じ名塚に砦を築かせた。そして8月24日、両勢力による稲生原での合戦に至った。

## 稲生の戦い
信長軍が清洲から南東の於多井川（現・庄内川）を越えたところで、東から来た柴田軍と、南から来た林軍との戦いが始まった。『信長公記』によれば、信長方の手勢わずか700人たらず（佐久間盛重・森可成・佐久間信盛・前田利家・丹羽長秀・織田信房ら）に対し、信行方は柴田勝家が1000人、林秀貞が700人の合計1,700人を擁していた。
正午頃、信長軍の約半数が柴田軍に攻めかかったものの、兵力差に加えて戦上手で知られる柴田勝家の活躍があり、信長方は佐々孫介（佐々成政の兄で小豆坂七本槍の一人）ら主だった家臣が次々に討たれるなど苦戦を強いられ、柴田軍が信長の本陣に迫った時には、信長の前に織田勝左衛門・織田信房・森可成と鑓持ちの中間40人ばかりしかいないという危機に立たされた。
しかし、織田信房・森可成の両名が前線に立って戦い、清洲衆の土田の大原という武将を返り討ちにするなど奮戦した。その時、信長が敵に対して大声で怒鳴ると、身内同士の争いだったこともあり、柴田軍の兵たちは逃げていったという（信長が尋常でない大声の持ち主だったことは、ルイス・フロイスの『日本史』に記録されている）。
勢いを取り戻した信長軍は、次いで林軍に攻めかかった。戦いの中、林美作守が黒田半平と切り結んで息が切れたところに信長が打ちかかり、槍で突き伏せて討ち取ったのを始めとして、鎌田助丞・富野左京進・山口又次郎・橋本十蔵・角田新五・大脇虎蔵・神戸平四郎ら、信行方の主だった武将を含む450人余りを討ち取った。
こうして信行方は崩れ、敗走した。
その後、信行方は末盛城・那古野城に篭城した。それに対して、信長は両城の城下を焼き払った。

## 合戦後の経過
敗将である信行は、信長と信行の母である土田御前の取りなしにより助命され、清洲城で信長と対面して許された。また、信行方の有力武将であった林秀貞と柴田勝家、津々木蔵人も信長に謝罪、忠誠を誓った。
後に信行は再度謀反を企むが、既に信行を見限って信長に与していた老臣の勝家に騙され、弘治3年（1557年）11月2日、信長が病に臥していると聞き訪れた清洲城の北櫓・天主次の間で、信長の命を受けた河尻秀隆らに暗殺された。
なお、秀貞は20年以上後の天正8年（1580年）に信長によって追放されているが、このとき信長は追放理由として稲生の戦いで信長に叛いたことを原因の1つに挙げている。

## 稲生の戦いを題材にした作品
- 『嵐を呼ぶ男！』（杉山大二郎/徳間書店）
- 『信長の忍び外伝 尾張統一記』(重野なおき/白泉社)